# Isômes
Isômes es una comuna francesa situada en el departamento de Alto Marne, en la región de Gran Este.

## Demografía
| 155 | 156 | 156 | 148 | 125 | 103 | 147 |
| Para los censos de 1962 a 1999 la población legal corresponde a la población sin duplicidades (Fuente: INSEE [Consultar]) |     |     |     |     |     |     |